# Gonioctena nepala
Gonioctena nepala es una especie de insecto coleóptero de la familia Chrysomelidae.
Fue descrita científicamente en 1989 por Gruev.